# Quadrastichodella bella
Quadrastichodella bella är en stekelart som beskrevs av Girault 1913. Quadrastichodella bella ingår i släktet Quadrastichodella och familjen finglanssteklar. Inga underarter finns listade i Catalogue of Life.